# Mistrovství České republiky v atletice 2004
35. Mistrovství České republiky mužů a žen v atletice 2004 se uskutečnilo ve dnech 25.–26. června 2004 v Plzni.

## Medailisté

### Muži
| Soutěž                                 | Zlato                                                         | Stříbro                                                    | Bronz                                                           |
| 100 m                                  | Martin Břeň 10,46                                             | Rostislav Šulc 10,51                                       | Roman Zubek 10,56                                               |
| 200 m                                  | Jiří Vojtík 20,69                                             | Rudolf Götz 21,38                                          | Jan Mazanec 21,47                                               |
| 400 m                                  | Jan Hanzl 46,44                                               | Karel Bláha 46,74                                          | Václav Bláha 46,92                                              |
| 800 m                                  | Michal Šneberger 1:48,38                                      | Stanislav Tábor 1:50,74                                    | David Maťašovský 1:51,69                                        |
| 1500 m                                 | Vladimír Bartůněk 4:04,34                                     | Vladimír Pospíšil 4:05,05                                  | Petr Hubáček 4:05,48                                            |
| 5000 m                                 | Martin Kučera 14:54.58                                        | Lubomír Pokorný 14:55.66                                   | Pavel Trňáček 14:57.19                                          |
| 10 000 m                               | Róbert Štefko 29:55.46                                        | Lubomír Pokorný 30:08.87                                   | Jan Kreisinger 30:41.86                                         |
| 110 m př.                              | Stanislav Sajdok 13,79                                        | Jan Čech 13,96                                             | Roman Šebrle 14,32                                              |
| 400 m př.                              | Jiří Mužík 49.20                                              | Michal Uhlík 50.26                                         | Jaroslav Růža 51.33                                             |
| 3000 m př.                             | Michael Nejedlý 8:45.40                                       | František Zouhar 8:56.79                                   | Petr Mikulenka 9:03.71                                          |
| 4 × 100 m                              | Petr Šarapatka Jan Stokláska Rudolf Götz Martin Bohman 40,82  | Tomáš Knebl Stanislav Sajdok Tomáš Zumr Filip Klvaňa 41,22 | Karel Kolečko Vojtěch Šulc Rostislav Šulc Ondřej Benda 41,38    |
| 4 × 400 m                              | Petr Šarapatka Petr Habásko Michal Uhlík Václav Bláha 3:09.69 | Pavel Jiráň Aleš Veselý Miroslav Kaplan Jan Hanzl 3:12.52  | Jindřich Šimánek Josef Prorok Tomáš Douběta Rudolf Götz 3:12.97 |
| Skok do výšky                          | Svatoslav Ton 2,33 m                                          | Tomáš Janků 2,33 m                                         | Jaroslav Bába 2,30 m                                            |
| Skok o tyči                            | Adam Ptáček 5,45 m                                            | Aleš Hončl 5,35 m                                          | Miroslav Telecký 5,20 m                                         |
| Skok daleký                            | Petr Lampart 7,92 m                                           | Tomáš Borek 7,77 m                                         | Tomáš Pour 7,58 m                                               |
| Trojskok                               | Tomáš Cholenský 16,05 m                                       | Milan Kovář 15,97 m                                        | Petr Hnízdil 15,91 m                                            |
| Vrh koulí                              | Petr Stehlík 19,90 m                                          | Antonín Žalský 19,57 m                                     | Josef Rosůlek 19,01 m                                           |
| Hod diskem                             | Libor Malina 64,17 m                                          | Arnošt Holovský 56,73 m                                    | Tomáš Jirásek 54,31 m                                           |
| Hod kladivem                           | Vladimír Maška 73,65 m                                        | Lukáš Melich 73,17 m                                       | Pavel Žák 61,30 m                                               |
| Hod oštěpem                            | Radek Pejřimovský 75.48 m                                     | Petr Bělunek 73.69 m                                       | Vít Šimeček 71.08 m                                             |
| Desetiboj Hradec Králové 17.–18.7.2004 | Jan Poděbradský 7501 bodů                                     | Milan Kohout 7268 bodů                                     | Václav Krejčíř 7110 bodů                                        |
| 20 km chůze Poděbrady 27.3.2004        | Miloš Holuša 1:25:12                                          | David Šnajdr 1:28:43                                       | Pavel Svoboda 1:30:01                                           |

### Ženy
| Soutěž                                | Zlato                                                                 | Stříbro                                                                    | Bronz                                                                  |
| 100 m                                 | Štěpánka Klapáčová 11,70                                              | Hana Benešová 11,70                                                        | Tereza Košková 11,97                                                   |
| 200 m                                 | Štěpánka Klapáčová 23.62                                              | Hana Benešová 23.73                                                        | Lucie Martincová 24,28                                                 |
| 400 m                                 | Zuzana Bergrová 54.95                                                 | Michaela Rinková 55.19                                                     | Jitka Bartoničková 55.71                                               |
| 800 m                                 | Veronika Mráčková 2:05.72                                             | Michaela Nová 2:06.78                                                      | Lenka Masná 2:07.37                                                    |
| 1500 m                                | Andrea Šuldesová 4:15.92                                              | Simona Vrzalová 4:24.69                                                    | Lucie Müllerová 4:24.95                                                |
| 5000 m                                | Vendula Frintová 16:42.29                                             | Pavla Havlová 16:43.74                                                     | Petra Kamínková 16:47.46                                               |
| 10 000 m                              | Petra Kamínková 34:41.97                                              | Irena Petříková 34:53.53                                                   | Eva Burdychová 36:10.18                                                |
| 100 m př.                             | Lucie Martincová 13.18                                                | Michaela Hejnová 13.21                                                     | Zuzana Hejnová 14.06                                                   |
| 400 m př.                             | Alena Rücklová 57.39                                                  | Lucie Jašová 1:00.31                                                       | Ivana Sekyrová 1:00.32                                                 |
| 3000 m př.                            | Michaela Mannová 10:04.90                                             | Barbora Kuncová 10:23.11                                                   | Anna Báčová 10:58.60                                                   |
| 4 × 100 m                             | Tereza Košková Štěpánka Klapáčová Lenka Ostravská Hana Benešová 46.78 | Michaela Rinková Veronika Kohútová Veronika Šrámková Denisa Ščerbová 47.12 | Kristýna Strejčková Pavlína Vostatková Iveta Kubová Jana Šmídová 47.27 |
| 4 × 400 m                             | Lucie Koubková Alena Rücklová Lenka Šolcová Jana Polívková 3:45.33    | Lucie Jašová Tereza Čapková Jana Olivová Jitka Bartoničková 3:51.84        | Petra Racková Barbora Tomšíčková Lenka Matoušková Dana Šatrová 3:58.73 |
| Skok do výšky                         | Romana Dubnova 1,84 m                                                 | Barbora Laláková 1,84 m                                                    | Zuzana Hlavoňová 1,84 m                                                |
| Skok o tyči                           | Kateřina Baďurová 4,51 m                                              | Pavla Hamáčková 4,15 m                                                     | Michaela Boulová 4,10 m                                                |
| Skok daleký                           | Denisa Ščerbová 6,68 m                                                | Lucie Komrsková 6,42 m                                                     | Martina Darmovzalová 6,41 m                                            |
| Trojskok                              | Šárka Kašpárková 14,01 m                                              | Martina Darmovzalová 13,89 m                                               | Kateřina Hrabalová 13,41 m                                             |
| Vrh koulí                             | Jana Kárníková 15.59 m                                                | Klára Chytrá 14.43 m                                                       | Jitka Svatošová 14.13 m                                                |
| Hod diskem                            | Věra Pospíšilová 62.28 m                                              | Vladimíra Racková 57.94 m                                                  | Jana Kárníková 48.15 m                                                 |
| Hod kladivem                          | Lucie Vrbenská 64.91 m                                                | Jana Hyjánková 56.64 m                                                     | Lenka Ledvinová 54.72 m                                                |
| Hod oštěpem                           | Nikola Brejchová 64.08 m                                              | Jarmila Klimešová 62.00 m                                                  | Barbora Špotáková 59.60 m                                              |
| Sedmiboj Hradec Králové 17.–18.7.2004 | Michaela Hejnová 6065 bodů                                            | Petra Šindelářová 5127 bodů                                                | Lucie Kostnerová 4898 bodů                                             |
| 20 km chůze Poděbrady 27.3.2004       | Barbora Dibelková 1:36:33                                             | Lenka Žídková 1:42:47                                                      | Hana Herberová 1:51:47                                                 |